# 离散空间
在拓扑学和相关数学领域中，离散空间指一种特别简单的拓扑空间或相似的结构，在其中点都在特定意义下是相互孤立的。
离散拓扑是可以在集合上给出的最精细的拓扑。离散拓扑中的每个子集都是开集，因此每个单子集也都是开集。

## 定义
给定集合X:
- 在X上的离散拓扑是通过X的所有子集是开集（因此也是闭集）而定义的。如果X配备了它的离散拓扑，则X组成了离散拓扑空间；
- 在X上的离散一致是通过令X × X中的对角集{\displaystyle \{(x,x):x\in X\}}的所有子集为周围（entourage）而定义的。如果X配备了它的离散一致，则X组成了离散一致空间；
- 在X上的离散度量{\displaystyle \rho }定义为

{\displaystyle \forall x,\ y\in X,\ \rho (x,y)=\left\{{\begin{matrix}1&{\mbox{if}}\ x\neq y,\\0&{\mbox{if}}\ x=y\end{matrix}}\right.}。这时，{\displaystyle (X,\rho )}被称为离散度量空间或孤点空间；
- 给定拓扑空间{\displaystyle (Y,\tau )}的离散子空间是指{\displaystyle (Y,\tau )}的拓扑子空间（{\displaystyle Y}的子集与{\displaystyle (Y,\tau )}的子空间拓扑），其拓扑等于离散拓扑。例如，若{\displaystyle Y:=\mathbb {R} }具有通常的欧几里得拓扑结构，那么{\displaystyle S=\left\{{\tfrac {1}{2}},{\tfrac {1}{3}},{\tfrac {1}{4}},\ldots \right\}}（赋予了子空间拓扑）就是{\displaystyle \mathbb {R} }的离散子空间，而{\displaystyle S\cup \{0\}}不是；

- {\displaystyle \forall x\in S,\ \exists \delta >0}（取决于{\displaystyle x}），使得{\displaystyle \forall y\in S\setminus \{x\},\ d(x,y)>\delta }，且这样的集合由孤点组成，则集合{\displaystyle S}在度量空间{\displaystyle (X,d),}中是离散的；

- 集合{\displaystyle S\subseteq X}，若{\displaystyle \exists \varepsilon >0}，使得{\displaystyle \forall }离散的{\displaystyle x,y\in S,d(x,y)>\varepsilon }，则集合{\displaystyle S}在度量空间{\displaystyle (X,d),\ }中一致离散。

若{\displaystyle \exists }某个堆积半径（Packing Radius）{\displaystyle r>0,\ \forall x,y\in E,\ }要么有{\displaystyle x=y}要么有{\displaystyle d(x,y)>r}，则称度量空间{\displaystyle (E,d)}是一致离散集。度量空间之下的拓扑空间可以是离散的，而没有一致离散的度量：例如在实数的集合{\displaystyle \left\{2^{-n}:n\in \mathbb {N} _{0}\right\}}上的平常度量。
令{\textstyle X=\left\{2^{-n}:n\in \mathbb {N} _{0}\right\}=\left\{1,{\frac {1}{2}},{\frac {1}{4}},{\frac {1}{8}},\dots \right\}}，以实数的平常度量考虑该集合。由于{\displaystyle \forall x_{n}=2^{-n}\in X}，都可以用开区间{\displaystyle (x_{n}-\varepsilon ,x_{n}+\varepsilon )}（其中{\displaystyle \varepsilon ={\tfrac {1}{2}}\left(x_{n}-x_{n+1}\right)=2^{-(n+2)}}）包围之，则{\displaystyle X}是离散空间。因此，交集{\displaystyle \left(x_{n}-\varepsilon ,x_{n}+\varepsilon \right)\cap X}完全是单元素集{\displaystyle \{x_{n}\}}。由于实数开集与{\displaystyle X}的交对诱导拓扑来说也是开的，所以{\displaystyle \{x_{n}\}}是开集，单元素集也是开集，{\displaystyle X}是离散空间。
然而，{\displaystyle X}不是一致离散的。设{\displaystyle \exists r>0}，使得只要{\displaystyle x\neq y}就有{\displaystyle d(x,y)>r}，则只需证{\displaystyle X}中至少有{\displaystyle x}、{\displaystyle y}两点比{\displaystyle r}更近即可。由于相邻点{\displaystyle x_{n}}与{\displaystyle x_{n+1}}的间距为{\displaystyle 2^{-(n+1)}}，我们需要找到满足此式的{\displaystyle n}：
{\displaystyle {\begin{aligned}2^{-(n+1)}&<r\\1&<2^{n+1}r\\r^{-1}&<2^{n+1}\\\log _{2}\left(r^{-1}\right)&<n+1\\-\log _{2}(r)&<n+1\\-1-\log _{2}(r)&<n\end{aligned}}}
由于总有{\displaystyle n}大于任何给定实数，因此{\displaystyle X}中总有至少两点的间距小于{\displaystyle \forall r>0}，因此{\displaystyle X}不一致连续。

## 性质
离散度量空间基本的一致性是离散一致，而离散一致空间基本的拓扑是离散拓扑。因此，离散空间的不同概念是相互兼容的。另一方面，非离散一致空间或度量空间基本的拓扑可以是离散的，一个例子是度量空间{\displaystyle X=\{n^{-1}:n\in \mathbb {N} \}}（度量继承自实数轴，由{\displaystyle d(x,y)=\left|x-y\right|}给出）。这不是离散度量，这个空间也不完备，因此作为一致空间不离散，但作为拓扑空间是离散的。我们称X是“拓扑离散”而非“一致离散”或“度量离散”。
此外还有:
- 离散空间的拓扑维数为0。

- 拓扑空间是离散的，当且仅当它的单元素集合是开集，也就是当且仅当其不含任何极限点。

- 单元素集合形成了这个离散拓扑的基。
- 一致空间X是离散的，当且仅当对角集{\displaystyle \{(x,x):x\in X\}}是周围。
- 所有离散拓扑空间都满足分离公理；特别地，所有离散空间都是豪斯多夫空间。
- 离散空间是紧致空间，当且仅当它是有限的。
- 所有离散一致空间或度量空间都是完备空间。
- 组合上两个性质，所有离散一致空间或度量空间都是全有界的，当且仅当它是有限的。
- 所有离散度量空间都有界。
- 所有离散空间都是第一可数空间，并且离散空间是第二可数空间当且仅当它是可数的。
- 所有离散空间都是完全不连通空间。
- 所有非空离散空间都是贫集。
- 任何两个同势的离散空间都同胚。

- 任何离散空间都可度量（通过离散度量）。
- 有限空间可度量，当且仅当其离散。
- 若{\displaystyle X}是拓扑空间，{\displaystyle Y}是携带离散拓扑的集合，则{\displaystyle X}被{\displaystyle X\times Y}均匀覆盖（投影映射是所需的覆盖）。
- 作为实数轴子集的整数上的子空间拓扑是离散拓扑。
- 离散空间可分，当且仅当其可数。
- 实数集{\displaystyle \mathbb {R} }的任何拓扑子空间（具有通常的欧几里得拓扑）都必然可数。[2]

从离散拓扑空间到另一个拓扑空间的任何函数都连续，从离散一致空间到另一个一致空间的任何函数都一致连续。就是说，在拓扑空间和连续映射范畴中，或在一致空间和一致连续映射范畴内，离散空间X是集合X上的自由对象。这些性质是更广泛现象的实例，即离散结构通常自由于集合上。
对于度量空间，情况更加复杂，因为依赖于所选择的态射有很多度量空间范畴。态射都（一致）连续时，离散度量空间当然是自由的，但这并未表现度量结构的特性，只针对了一致或拓扑结构。若将态射限制为利普希茨连续映射或短映射，便可以找到与度量结构更有关的范畴；但这些范畴在包含多个元素时没有自由对象。然而，离散度量空间在有界度量空间和利普希茨连续映射范畴内是自由的，且在以1为界的度量空间和短映射范畴内也是自由的。就是说，从离散度量空间到另一个有界度量空间的任何函数都是利普希茨连续的，而任何从离散度量空间到另一个以1为界的度量空间的任何函数都是短映射。
从另一个方向看，从拓扑空间Y到离散空间X的函数f是连续的，当且仅当它是局部常数函数，即Y的每个点都有函数值为常数的邻域时。
非空集{\displaystyle X}上的每个超滤子{\displaystyle {\mathcal {U}}}都可以与{\displaystyle X}上的拓扑{\displaystyle \tau ={\mathcal {U}}\cup \left\{\varnothing \right\}}相关联，其性质是：{\displaystyle X}的每个非空真子集{\displaystyle S}要么开要么闭。换句话说，每个子集都是开集或闭集，但（与离散拓扑相反）唯二既是开集又是闭集（即闭开集）的只有{\displaystyle \varnothing }和{\displaystyle X}。作为对比，离散拓扑中，{\displaystyle X}的所有子集都是闭开集。

## 例子与用途
离散结构常常用作不带任何其他自然拓扑、一致或度量的集合的“默认结构”。离散结构常用作检验特定假设的“极端”例子。例如，将离散拓扑结构赋予任何群，都可将其视作拓扑群，这意味着拓扑群相关的理论适用于所有群。实际上，分析学家更可能指被代数学家称为“离散群”的平凡非拓扑群。有时这一点会有很好的应用，例如结合庞特里亚金对偶性时。
0维流形（或微分、或解析流形）就只是离散可数拓扑空间（不可数离散空间不是第二可数空间）。由此，我们可以把任何离散可数群视作0维李群。
尽管离散空间从拓扑学的角度看没有什么令人兴奋的，但却可以从它们构造有趣的空间。例如，可数无限多个自然数离散空间的积与无理数空间同胚，这里的同胚由连分数展开给出。可数无限多个离散空间{\displaystyle \{0,1\}}的积与康托尔集同胚；事实上如果在积上应用积一致结构，则它与康托尔集是一致同构的，这种同构通过数字的三进制表示·给出（见康托尔空间）。局部单射函数的每个纤维都必然是其定义域的离散子空间。
在数学基础中，对{\displaystyle \{0,1\}}积紧性的研究是超滤子原理（等同于布尔素理想定理）的拓扑方法的核心，而超滤子原理是选择公理的弱形式。

## 不可分空间
在某种意义上，离散拓扑的对立是密着拓扑（也称为“不可分拓扑”），具有最少可能数目的开集（即空集和空间自身）。离散拓扑面向始对象或自由对象，而密着拓扑面向终对象或余自由对象：所有从拓扑空间到密着空间的函数都是连续的。